# 费里
非夏爾，是阿爾巴尼亞西南部費里州一个市镇及城市，为費里州的州府。行政中心为费里市。整个市镇面积为619.9平方公里，人口数量为120,655人（2011年），其中55,845人居住在作为行政分区的费里市内。
非夏爾位於山丘環繞的中心。該城市位於亞得里亞海岸以東約16公里處，首都地拉那以南100公里處。
阿波羅尼亞的廢墟位於非夏爾地區。阿波羅尼亞是由科孚和科林斯的希臘殖民者在公元前588年建立的，阿波羅尼亞的領土被伊利里亞部落所佔領。

## 詞源
這個名字來自阿爾巴尼亞語的意思是fern。一個假設是，城市的名字可能來自意大利的詞fiera，意思是英文中的'trade fair'。

## 歷史
非夏爾的歷史與附近的石油，天然氣和瀝青沉積物的歷史有密切的關係。早在公元1世紀就記錄到了非夏爾附近存在瀝青和天然氣燃燒的情況。Dioscorides在Materia Medica中描述了鄰近的塞曼河的瀝青塊和Strabo河Vjosë河岸上的集中瀝青，記載於公元17世紀左右。
在伊利里亞的阿波羅尼亞人民的領土上稱為nymphaeum。在它下面是泉水流動著熱水和瀝青，瀝青從鄰近的山上挖出，挖出的部分被新鮮的泥土所取代，並在時間被轉換成瀝青。
在14世紀和15世紀，這個地點被威尼斯商人用作購買Myzeqe低地農產品的市場。
1864年，當地州長Kahreman Pasha Vrioni向一些法國建築師提出將未來城市作為工匠和貿易中心的計劃時，這一解決方案在1864年獲得了城市地位。在1864年至1865年期間，沿著Gjanica河建造了122個商人的市場。該城市的第一批居民是Kahreman Pasha Vrioni的僕人，自19世紀初期以來一直住在這個地區的弗拉赫家族。

### 阿波羅尼亞
距離非夏爾市12公里位於阿波羅尼亞，是當今阿爾巴尼亞兩個最重要的古代伊利里亞殖民定居點之一。它始建於公元前600年，在海邊的一座小山上，靠近科孚和科林斯的定居，在Vjosë河的路線附近。在土地上形成和亞得里亞海海岸線變化之前的時間。

#### 挖掘和阿波羅尼亞的紀念碑
在第一次世界大戰期間，奧地利考古學家發掘並主要探測圍繞城市的城牆，這是在阿波羅尼亞進行發掘的第一次嘗試。系統性的發掘工作始於1824年，由Leon Rey執導的一次法國考古考察團揭開了城市中心古蹟的光芒。阿爾巴尼亞考古學家在過去的40年中進行了許多挖掘工作。在聖瑪麗修道院的博物館展出了許多物品。

#### Agonothetes紀念碑
這座紀念碑裝飾了城市的中心。該建築物呈半圓形，並作為城市議會的集會地點Bule。該建築的前部以特別的方式裝飾：有6根柱子冠以科林斯風格的首都。公元2世紀中期的碑文說明該建築是由城市的高級官員建造的，這座紀念碑旨在紀念他的士兵兄弟的死亡。在紀念碑落成當天，一場表演在該城舉行，有25對角斗士參加。在西側，從紀念建築的頂部，遊客可以看到小阿耳忒彌斯神廟（黛安娜）的遺跡。在東側有一條通過凱旋門的街道。在Agonothetes紀念碑的對面，有一個用大理石雕像裝飾的柱廊。

#### 圖書館和Odeon
這種結構在柱廊後面升起。在Aganothetes紀念碑的對面是一個Odeon或200個觀眾的“小劇場”。該建築有一個舞台，一個管弦樂隊和一個階層。他們在那裡舉辦音樂表演，獨奏會，並舉行演講和哲學討論。

#### 馬賽克房子
幾米遠的地方就是公元3世紀的一座豐富的阿波羅式寓所：馬賽克是所有類型的。馬賽克主要的裝飾動機是簡單的幾何圖形，其他人則有裝飾性的神話人物，如：hypocamposes（海馬），伴隨著Nereids和Erotes。其中一幅馬賽克代表了一個場景，Archiles將亞馬遜美麗的女王Penthesilea抱在懷裡。

#### 豐塔納
豐塔納本身就是一個複雜的結構;它有一堵牆，收集了從地球上湧出的所有水域，還有四座其他的渡槽。

#### 阿波羅尼亞博物館
阿波羅尼亞博物館有7個展館，一個畫廊和2個門廊。這裡展示了證明Apollonia歷史的不同物體。

#### Ardenica修道院
Ardenica修道院的聖瑪麗教堂是修道院中最重要的部分。它位於博物館和食堂之間。教堂是拜占庭風格。教堂的內部曾經被畫過，但今天壁畫的殘片很少。在培拉特，開始於1282年由拜占庭的皇帝Andronikos II Palaiologos建造。這幅壁畫代表了國王作為教會的建造者。修道院的食堂與教堂同時修建。

#### 共產主義政權倒台
自阿爾巴尼亞共產主義政權倒台以來，非夏爾舊城區發生了很多變化。起初，建造了一座重要的教堂，允許人們信奉他們的宗教信仰。非夏爾舊城區也是該市規模最大的古城區之一。

## 地理
非夏爾位於阿爾巴尼亞的中南部。它位於亞得里亞海岸以東約16公里和首都地拉那以南約100公里。 Seman河向西流經非夏爾和Mbrostar。
非夏爾是費里州的州府。該市镇成立於2015年的當地政府改革，由原10个市镇合併而成，而原10个市镇则成为新市镇的行政分区。整个市镇的人口為120,655（2011年人口普查），總面積為619.90平方公里。

## 經濟
非夏爾是一個重要的工業城市，由Seman River的Gjanica支流修建，並被沼澤地包圍。在附近的帕托斯鎮，它是阿爾巴尼亞石油，瀝青和化學工業的中心。非夏爾是一個交通方便的地方，可以在附近Byllis和阿波羅尼亞參觀古典主要景點。主要道路從中央廣場通往南部夫羅勒（35 km（22 mi））以東，到達帕托斯石油工業小鎮(8 km或5.0 mi)。
另外，在市中心以西的19 km（12 mi），為風景如畫的塞曼海灘所在地。

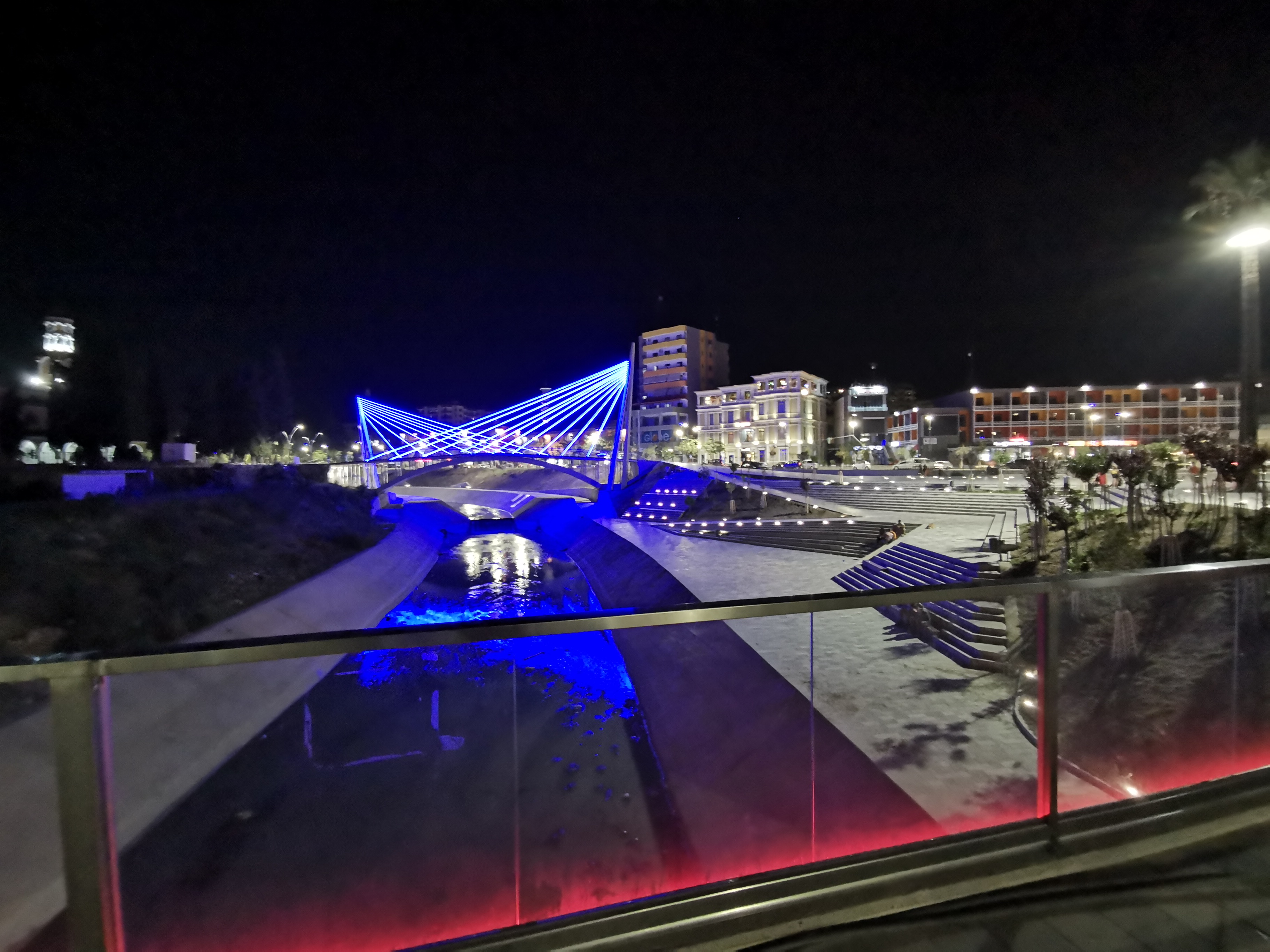
Fiume Gjanica e Piazza della Vittoria

非夏爾也以橄欖樹生產（Kalinjioti品種）而聞名，該產品有助於阿爾巴尼亞的橄欖油產業。與夫羅納、培拉特及艾巴申一起，它們提供了阿爾巴尼亞全國近90％的橄欖油產量。
由於生產許多商品，如糖果，麵包和肉類產品，非夏爾在費里州的經濟發展中也扮演著重要的經濟角色。
共產主義政權的倒台也影響了阿爾巴尼亞和非夏爾的經濟。由於當時許多企業都是由政府持有，當共產主義政權倒台時，這些企業倒閉並使員工失業，許多企業遷移到其他州份尋找更好的商機，因此政府為公眾啟動了自由商業市場的大門。

## 交通

### 巴士
非夏爾的公共巴士在整個非夏爾市皆設服務。而非夏爾的巴士總站阿爾巴尼亞也有連接國內其他城市的長途巴士服務和跨國巴士服務（巴爾幹半島）。

### 列車
在阿爾巴尼亞共產主義時期非夏爾曾經有火車服務，今天非夏爾的火車服務已經取消。

### 公路
SH4是一條國道，由都拉斯至非夏爾。SH8也是一條國道，由非夏爾至夫羅勒。有一個非夏爾至夫羅勒高速公路的工程項目進行中。

## 人口統計
在二十世紀初，非夏爾居住著很多東正教徒，大多數人說阿羅馬尼亞語，少數人說阿爾巴尼亞語。與大多數阿爾巴尼亞南部地區一樣，現代非夏爾的人們大多會說阿爾巴尼亞語托斯克（tosk）方言。人民信仰以東正教徒和穆斯林（典型的南部阿爾巴尼亞城市）。數據顯示，在1918年，剛剛從奧斯曼帝國獨立後。Myzeqe地區的Fier和周圍的鄉村形成了大多數東正教基督教的聚集地。其中穆斯林約佔非夏爾人口的35％。非夏爾的宗教信仰比例已經受到外來移民的影響。

## 友好城市
- 美国克里夫蘭